# Culicoides tissoti
Culicoides tissoti is een muggensoort uit de familie van de knutten (Ceratopogonidae). De wetenschappelijke naam van de soort is voor het eerst geldig gepubliceerd in 1966 door Wirth and Blanton.